# Рандеву (телепрограма)
«Рандеву» — україномовна щотижнева програма на «5 каналі», перший випуск якої вийшов 10 грудня 2015 року.

## Опис
Щосуботи Яніна Соколова зустрічається з відомими особистостями сьогодення, від яких залежить майбутнє України. Місцем проведення інтерв'ю є бар. Програма починається із показу розмови за кадром. Наприкінці кожного випуску гості отримують 20 «некомфортних» бліц-запитань, яких або бояться, або якими просто нехтують журналісти.
Мета проєкту — показати справжнє обличчя політиків, бізнесменів, послів та президентів. Проте серед гостей «Рандеву» є і культурні діячі, а також волонтери. Ось що про це говорить Яніна Соколова:
|                  | Ми перейшли від політиків на сферу культурну, волонтерську. Ми навмисне це зробили, бо втомилися від політиків. Як ми, так і наші глядачі. Запрошуючи політика в ефір, ти несвідомо популяризуєш його. Більшість приходить із готовими проплаченими меседжами, які озвучують на всіх інших каналах. Ми дві години пишемо героя, який прийшов із метою озвучити агітку. І що б ти не питав, на устах — агітка. |
| — Яніна Соколова | |

## Ідея створення
В одному із своїх інтерв'ю Яніна Соколова зазначила:
|                  | Елементи ідеї «Рандеву» я підгледіла в Америці, коли побачила Гілларі Клінтон напередодні президентських виборів в одному зі стендап-шоу. Вона сиділа у студії-барі, приречено пила віскі (можливо, то був чай, але в кадрі впевнено виглядало як віскі), сміялася й іронічно згадувала про подружню зраду Білла. Гілларі з гумором аналізувала варіанти виграшу чи програшу у президентських виборах. І це було дуже чесно. Наприкінці програми вона згадала про своїх батьків, про їхні стосунки, які навчили її любити і пробачати… Я закохалася в ідею створити щось подібне в Україні. І тоді, спираючись на свої здобуті за допомогою психологічної освіти навички, я зрозуміла, що зможу робити подібну програму з українськими політиками. Показати їх людьми, а не фігурами. |
| — Яніна Соколова | |

## Ведучі
Програму «Рандеву» веде Яніна Соколова — українська журналістка, акторка та телеведуча.

## Список програм

### 2015 рік
- Рандеву з Дмитром Шимківим (10.12.2015)
- Рандеву з Михайлом Охендовським (17.12.2015)
- Рандеву з Гаріком Корогодським (26.12.2015)
- Рандеву з Олексієм Горбуновим (31.12.2015)

### 2016 рік
- Рандеву з Максимом Лавриновичем (04.02.2016)
- Рандеву з Анастасією Приходько (11.02.2016)
- Рандеву з Олександром Квіташвілі (18.02.2016)
- Рандеву з Терезією Яценюк (25.02.2016)
- Рандеву з Марією Варфоломієвою (12.03.2016)
- Рандеву з Валерією Гонтаревою (19.03.2016)
- Рандеву з Хатією Деканоїдзе (26.03.2016)
- «Рандеву» з Олексієм Гончаренком (02.04.2016)
- «Рандеву» з Володимиром Парасюком (09.04.2016)
- Рандеву з Євгеном Нищуком (17.04.2016)
- Рандеву з Іллею Новіковим (23.04.2016)
- Рандеву з козаком Гаврилюком (30.04.2016)
- Рандеву з Іллею Кивою (07.05.2016)
- Рандеву з Олександрою Кужель (14.05.2016)
- Рандеву з Романом Насіровим (ДФС) (21.05.2016)
- Рандеву з Ігорем Насаликом (28.05.2016)
- Рандеву з Олександром Вілкулом (04.06.2016)
- Рандеву з Андрієм Тетеруком (11.06.2016)
- Рандеву з Рефатом Чубаровим (18.06.2016)
- Рандеву з Юрієм Сиротюком (25.06.2016)
- Рандеву з Войцехом Бальчуном («Укрзалізниця») (02.07.2016)
- Рандеву з Семеном Семенченком (09.07.2016)
- Іво Бобул відповів Вірастюку (16.07.2016)
- Рандеву з Надією Савченко (21.07.2016)
- Рандеву з Анатолієм Федоруком (міський голова Бучі) (30.07.2016)
- Рандеву з Віктором Ющенком // 06.08.2016
- Рандеву з Андрієм Ревою (Мінсоцполітики) (13.08.2016)
- Рандеву з Ігорем Ждановим (Мінмолодьспорту) (20.08.2016)
- Рандеву з Леонідом Кравчуком (27.08.2016)
- Рандеву з Жаном Беленюком (03.09.2016)
- Рандеву з Юрієм Артеменко (10.09.2016)
- Рандеву з міністром юстиції Павлом Петренком (17.09.2016)
- Рандеву з секретарем Київради Володимиром Прокопівим (24.09.2016)
- Рандеву з Левом Парцхаладзе (08.09.2016)
- Звідки мільйони у Пашинського? (15.10.2016)
- Рандеву з Вадимом Трояном (22.10.2016)
- Рандеву с Леонидом Парфёновым (29.10.2016)
- Рандеву з Олексієм Мочановим (05.11.2016)
- Рандеву з Міхеілом Саакашвілі (12.11.2016)
- Рандеву з Сергієм Тарутою (19.11.2016)
- Рандеву з Ігорем Мосійчуком (26.11.2016)
- Рандеву з Андрієм Парубієм (03.12.2016)
- Рандеву з Лілією Гриневич (10.12.2016)
- Рандеву з Євгеном Мураєвим (нардеп, власник NewsONE) (24.12.2016)
- Олексій Горбунов (31.12.2016)

### 2017 рік
- Феномен української сцени: Олег Винник у Рандеву (18.03.2017)
- «Український космос можливий без Росії» — Юрій Радченко (08.04.2017)
- Саме те гучне інтерв'ю Сергія Притули (15.04.2017)
- Ілля Пономарьов про «бартер» з українською владою (22.04.2017)
- Мішель Терещенко у Рандеву (29.04.2017)
- Перша леді України Марина Порошенко у програмі «Рандеву» (14.05.2017)
- Сергій Лойко про страхи Путіна, пропаганду та клізму для білого ведмедя (20.05.2017)
- Неймовірна ONUKA у «Рандеву» (27.05.2017)
- Скрипка: Недавно я став об'єктом інформаційної атаки з боку РФ (03.06.2017)
- Як осучаснюватимуть пенсії // Андрій Рева у Рандеву (10.06.2017)
- Неймовірна історія волонтера: Наталія Юсупова у Рандеву (17.06.2017)
- «Кадыров — 'шестёрка' Путина» — легендарна Аміна Окуєва (24.06.2017)
- Олексій Серебряков у Рандеву (02.09.2017)
- Марія Берлінська (09.09.2017)
- Ілля Кива смалить у «Рандеву» (16.09.2017)
- Неймовірна Джамала: відверте інтерв'ю (23.09.2017)
- Захисниця Нелі Штепи — Ірма Крат (30.09.2017)
- Дмитро Чекалкін (07.10.2017)
- Майкл Щур: антистресове інтерв'ю (14.10.2017)
- Андрій Хливнюк («Бумбокс») (21.10.2017)
- Зорян Шкіряк (28.10.2017)
- Дмитро Булатов (04.11.2017)
- Волонтер Леся Литвинова (11.11.2017)
- Краща тенісистка Європи — українка Еліна Світоліна (18.11.2017)
- Максим Нефьодов (25.11.2017)
- Журналістка із Казахстану Жанна Бота (Жанара Ахмет) (02.12.2017)
- Юлія «Валькірія» Толопа: росіянка, яка воювала за Україну (09.12.2017)
- Волонтер Валентина Варава (23.12.2017)
- Dzidzio — найвідвертіше інтерв'ю (30.12.2017)
- Зінаїда Ліхачова (19.12.2017)

### 2018 рік
- Олексій Горбунов відверто про війну та Висоцького (03.02.2018)
- Пам'яті Василя Сліпака: спецвипуск Рандеву (10.02 2018)
- Позивний «Богема»: «Кіборг» ДАП Андрій Шараскін (24.02.2018)
- Про секс, владу, АТО і безвіз | Фронтмен «Друга ріка» — Валерій Харчишин (03.03 2018)
- Євгеній Кисельов (10.03.2018)
- «Я би вбив Путіна»: фронтмен гурту «Антитіла» Тарас Тополя (17.03.2018)
- Про Майдан, Савченко і ОРДЛО: журналіст Андрій Куликов (24.03.2018)
- Чому плачуть солдати: Євген «Титановий Джексон» Тєрєхов (31.03.2018)
- Pianoboy із сином Левом про гендерну рівність та кволість до змін (07.04.2018)
- Сергій Бабкін: про війну на Донбасі, про гастролі в РФ, про Кернеса та про жінок (14.04.2018)
- Кіно, скандали, цирк і секонд-хенд | Євген Нищук, міністр культури у Рандеву (21.04.2018)
- Павло Зібров про війну, політику та українську естраду (01.05.2018)
- Матвій Ганапольський (05.05.2017)
- 9 травня не має бути вихідним та що змінила декомунізація | Володимир В'ятрович (12.05.2018)
- Солдат Ксенія про реалії війни на сході України (19.05.2018)
- «Або ти дебіл, або не українець»: Юрко Юрченко — Віталію Козловському (26.05.2018)
- Геннадій Афанасьєв про «методики» ФСБ і справу Сенцова (02.06.2018)
- Антін Мухарський обматюкав міністра юстиції (09.06.2018)
- Емоційне інтерв'ю Івана Леньо (KOZAK SYSTEM) (16.06.2018)
- Гарік Корогодський — Рандеву на цвинтарі (23.06.2018)
- Несподіваний і відвертий міністр Омелян (30.06.2018)
- Леонід Остальцев шматує шаблони: прямим текстом про політиків, вибори і життя (07.07.2018)
- Олег Фагот Михайлюта — фронтмен ТНМК (14.07.2018)
- Несподівана Ірина Фаріон (21.07.2018)
- Микола Вересень (28.07.2018)
- Розмова з окупованими територіями України та звернення Президента Порошенка (01.09.2018)
- Що вражає американського журналіста Саймона Островського (Simon Ostrovsky) в Україні (08.09.2018)
- Легендарний Роман Балаян про Путіна, Міхалкова і українське кіно (15.09.2018)
- Легендарний Адам Осмаєв (22.09. 2018)
- Письменник Андрій Курков про те, чому російська не може бути другою державною (29.09.2018)
- Голова УЗ Євген Кравцов: коли припинять сполучення з РФ і помиють потяги (06.10.2018)
- Ветеран АТО Валерій Ананьєв (13.10.2018)
- Учитель року 2018 Олександр Жук (20.10.2018)
- DZIDZIO: таким ви лідера гурту ще не бачили (27.10.2018)
- Мільярдер Мохаммад Захур про Ахметова, ОРДЛО, бізнес та Камалію (03.11.2018)
- Встала і пішла | Анастасія Приходько (10.11.2018)
- Дмитро Гордон у Рандеву з Яніною Соколовою (17.11. 2018)
- Анатолій Пашинін, російський актор та доброволець АТО (24.11.2018)
- Журналіст Віталій Портников (01.12.2018)
- Актор Станіслав Боклан (08.12.2018)
- Андрій Полтава (15.12.2018)
- Уляна Супрун (22.12.2018)
- Юрій Луценко у «Рандеву» з Яніною Соколовою (29.12.2018)

### 2019 рік
- Аркадій Бабченко (03.02.2019)
- Роман Безсмертний (09.02.2019)
- «Люди брали, скільки хотіли»: Ігор Шевченко про шапки з Давосу (16.02.2019)
- Секрети соцдосліджень — Ірина Бекешкіна (23.02.2019)
- Виграти суд у Коломойського в Україні неможливо | Андрій Коболєв (Нафтогаз) (02.03.2019)
- Доктор Комаровський про російську мову, Зеленського, Супрун і Путіна (09.03.2019)
- Дмитро Чекалкін про матеріали Bihus.info та про вибори-2019 (16.03.2019)
- Геннадій Балашов у Рандеву з Яніною Соколовою (23.03.2019)
- Лесь Подерв'янський шматує бидло у Рандеву з Яніною Соколовою (01.04.2019)
- Анатолій Матіос | Губи тремтять чи очі? Яніна Соколова розбирає декларацію про доходи (06.04.2019)
- Дмитро Корчинський: Війна має завершитись на руїнах Кремля (13.04.2019)
- «Очолити МОЗ не готовий» — доктор Комаровський (19.04.2019)
- Олександр Шовковський у Рандеву з Яніною Соколовою (20.04.2019)
- Бойовий полковник Сергій Кривонос у «Рандеву» з Яніною Соколовою (27.04.2019)
- Ілля Кива у «Рандеву» з Яніною Соколовою (04.05.2019)
- Володимир В'ятрович в Рандеву з Яніною Соколовою (11.05.2019)
- Легендарний письменник Василь Шкляр у «Рандеву» з Яніною Соколовою (18.05.2019)
- Дмитро Дубілет: історія успіху у «Рандеву» з Яніною Соколовою (25.05.2019)
- Народний герой, волонтер та інструктор Маруся Звіробій у Рандеву з Яніною Соколовою (01.06.2019)
- Святослав Вакарчук у Рандеву з Яніною Соколовою (10.06.2019)
- «Перша будеш тікати, якщо прийде диктатор»: Ірена Карпа до молоді (15.06.2019)
- Рефат Чубаров в Рандеву з Яніною Соколовою (22.06.2019)
- Ілля Новіков у Рандеву з Яніною Соколовою (29.06.2019)
- Міхеіл Саакашвілі у Рандеву з Яніною Соколовою (06.07.2019)
- Юрій Андрухович про агресивну антиукраїнську хвилю (13.07.2019)
- Сергій Притула у Рандеву з Яніною Соколовою (22.07.2019)
- Куди Зе-команда веде Україну? Олексій Арестович у Рандеву з Яніною Соколовою (27.07.2019)
- Легендарний Мирон Маркевич у Рандеву з Яніною Соколовою (03.08.2019)
- Незламна Яна Зінкевич (командир «Госпітальєрів») у Рандеву з Яніною Соколовою (10.08.2019)
- «Відрізняйся або помри»: Віталій Кличко у Рандеву з Яніною Соколовою (17.08.2019)
- Роман Скрипін у Рандеву з Яніною Соколовою (07.09.2019)
- Звільнений бранець Кремля Євген Панов у Рандеву з Яніною Соколовою (14.09.2019)
- V Президент України Петро Порошенко в Рандеву з Яніною Соколовою — Частина 1 (21.09.2019)
- Ч.2 — Петро Порошенко в Рандеву з Яніною Соколовою (21.09.2019)
- Сергій Рахманін у Рандеву з Яніною Соколовою (28.09.2019)
- Михайло Добкін в Рандеву з Яніною Соколовою (05.10.2019)
- Несподівана Оксана Забужко у Рандеву з Яніною Соколовою (12.10.2019)
- НАПАЛМОМ! Андрій Луганський у Рандеву з Яніною Соколовою (13.11.2019)
- Журналіст Остап Дроздов у «Рандеву» з Яніною Соколовою (25.11.2019)
- Геннадій Москаль у «Рандеву» з Яніною Соколовою (01.11.2019)
- Коли ЄС та НАТО? Дмитро Кулеба у Рандеву з Яніною Соколовою (09.11.2019)
- Христина Соловій у Рандеву з Яніною Соколовою (15.11.2019)
- Депутат від партії «Слуга Народу» Роман Грищук у Рандеву з Яніною Соколовою (22.11.2019)